# Gomatrud

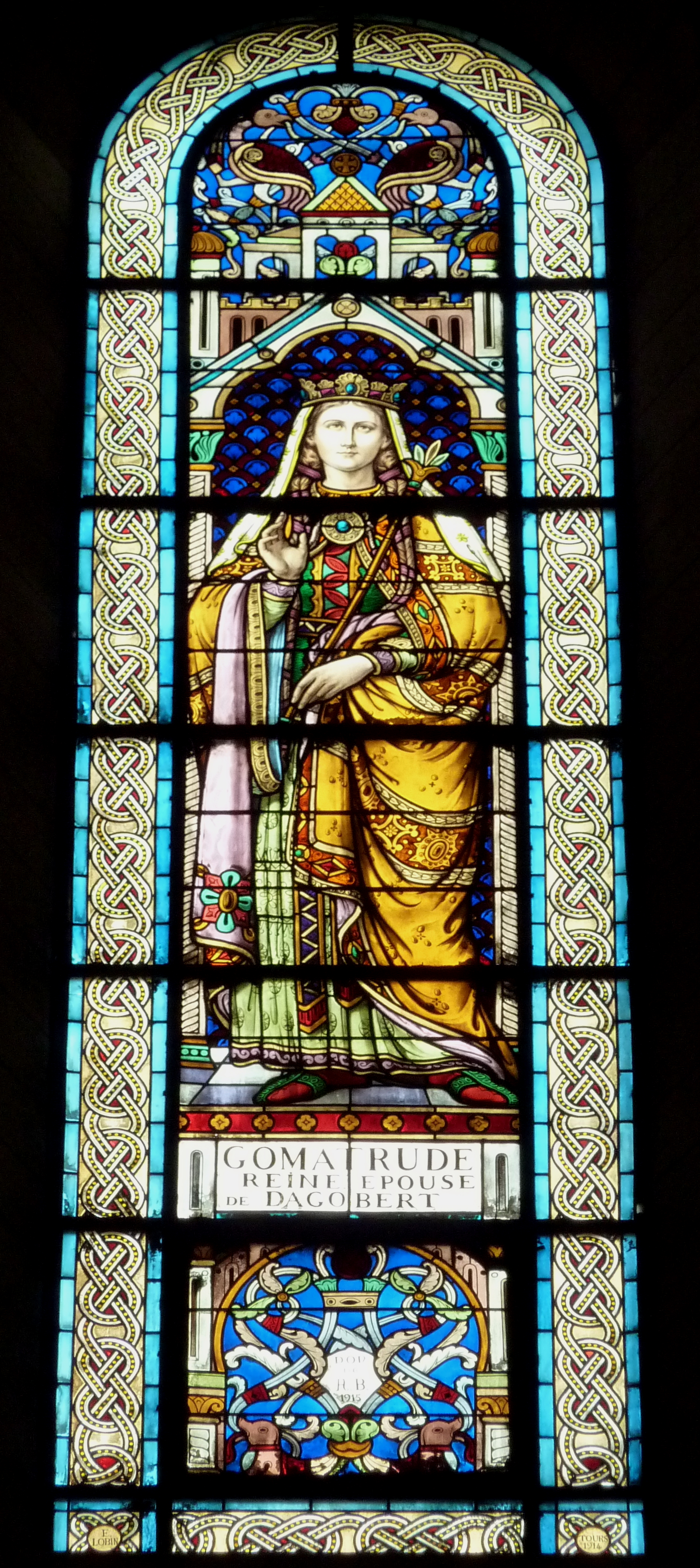
Bleiglasfenster in der katholischen Pfarrkirche Saint-Vincent-de-Paul in Clichy, mit der Darstellung Gomatruds

Gomatrud, auch Gometrude oder Gomatrudis, (* um 598; † 630) war eine Königin der Franken unter der Herrschaft der Merowinger.

## Leben
Die Herkunft von Gomatrud gab seit dem Hochmittelalter Anlass für Spekulationen – so gingen Gelehrte wie Jacques de Guyse davon aus, dass sie dem Geschlecht der salfränkischen Ardennengrafen mit Chlodio als Stammvater entstammte; diese Annahme ist jedoch durch die moderne Quellenforschung widerlegt und wird daher nicht weiterverfolgt.
Im Gegensatz zu anderen Mitgliedern der merowingischen Herrscherfamilie des frühen Mittelalters ist die historische Persönlichkeit Gomatruds durch mehrere Quellen eindeutig belegt; so findet sie neben der älteren Chronik des Fredegar auch in der Gesta Dagoberti, der Lebensgeschichte des Dagobert I. im Liber Historiae Francorum ausführlich Erwähnung.
Gomatrud wurde um das Jahr 598 geboren und hatte mit Sichildis sowie Brodulf noch mindestens zwei Geschwister.
Durch Sichildis, die als dritte Gattin Chlothars II. Königin des Frankenreiches war, bestand eine weitergehende Bindung an das merowingische Herrscherhaus. Die Bestrebungen Sichildis und ihres ehrgeizigen Bruders Brodulf verstärkt auf die reichspolitischen Entscheidungen Chlothars II. Einfluss zu nehmen und auf diesem Wege eine noch engere und dauerhafte Verbindung ihrer Familie mit dem Königshaus herbeizuführen, gipfelten in der maßgeblich von den Geschwistern arrangierten Eheschließung Gomatruds mit Chlothars ältestem Sohn und späteren Nachfolger, Dagobert I., im Jahr 625 in der Königspfalz in Clichy. Jedoch erfolgte die Vermählung gegen den ausdrücklichen Wunsch Dagoberts I. – der Widerstand des Sohnes konnte nur durch eine direkte Weisung des Königs beseitigt werden. Er führte aber gleichermaßen zu einer ernsten Staatskrise im Frankenreich, da Dagobert als Unterkönig des stark verkleinerten Reichsteils Austrasien im Gegenzug das Teilreich in seinem ursprünglichen Umfang mit der Champagne, Toul und Verdun einforderte. Das verweigerte ihm der Vater jedoch. Erst nachdem eine Schiedskommission unter Arnulf von Metz einen Kompromiss ausgehandelt hatte, wurde das Zerwürfnis zwischen Chlothar II. und Dagobert I. auf dem Reichskonzil von Clichy 626 oder 627 beigelegt.
Kurz nach dem Tod seines Vaters Chlothar II. im Winterhalbjahr 629/630 verstieß der neu gekrönte König Dagobert I. seine Ehefrau Gomatrud – nach Auskunft der Gesta Dagoberti aus dem Grunde der Unfruchtbarkeit seiner Gattin: „Von Chalon aus, wo er sein Werk der Gerechtigkeit fortgesetzt hatte, reiste er über Autun nach Auxerre und dann weiter über Sens nach Paris; dan ließ er auf den Rat der Franken hin Königin Gomatrudis in der Villa von Reuilly (Romiliacum) zurück, weil sie unfruchtbar war und heiratete Nanthild, ein außergewöhnlich schöne Jungfrau, und machte sie zu seiner Königin.“
Die Forschung ist sich jedoch dahingehend einig, dass aller Wahrscheinlichkeit nach nicht eine vermeintliche Unfruchtbarkeit Gomatruds für die Scheidung ursächlich war, sondern der Wunsch Dagoberts I., die eheliche Verbindung, die sein Vater gegen seinen Willen arrangiert hatte, zu beenden und sich damit endgültig vom Einfluss der Familie von Ehefrau und Stiefmutter zu lösen.